# Quai François-Mitterrand (Paris)
Pour l’article homonyme, voir Quai François-Mitterrand.
Le quai François-Mitterrand est un quai situé le long de la Seine, à Paris, dans le 1er arrondissement.

## Situation et accès
Cette voie d'environ 700 mètres entre l'avenue du Général-Lemonnier et la rue de l'Amiral-de-Coligny, au pied du palais du Louvre et au dessus du port du Louvre, longe la Seine et rencontre 3 ponts : le pont Royal, le pont du Carrousel et le pont des Arts. Les véhicules y circulent en sens unique de l'ouest vers l'est.

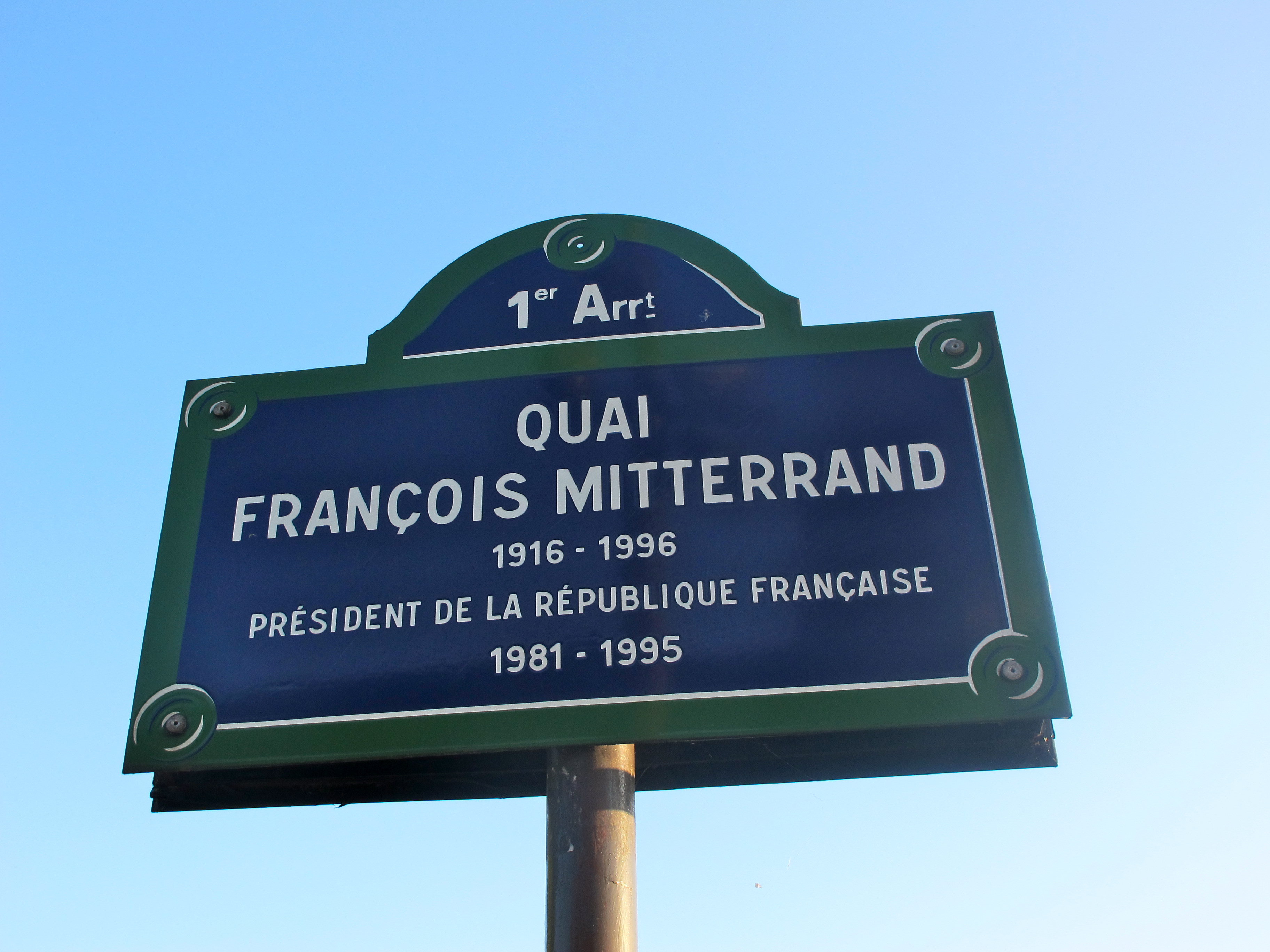
Une plaque de localisation du quai.
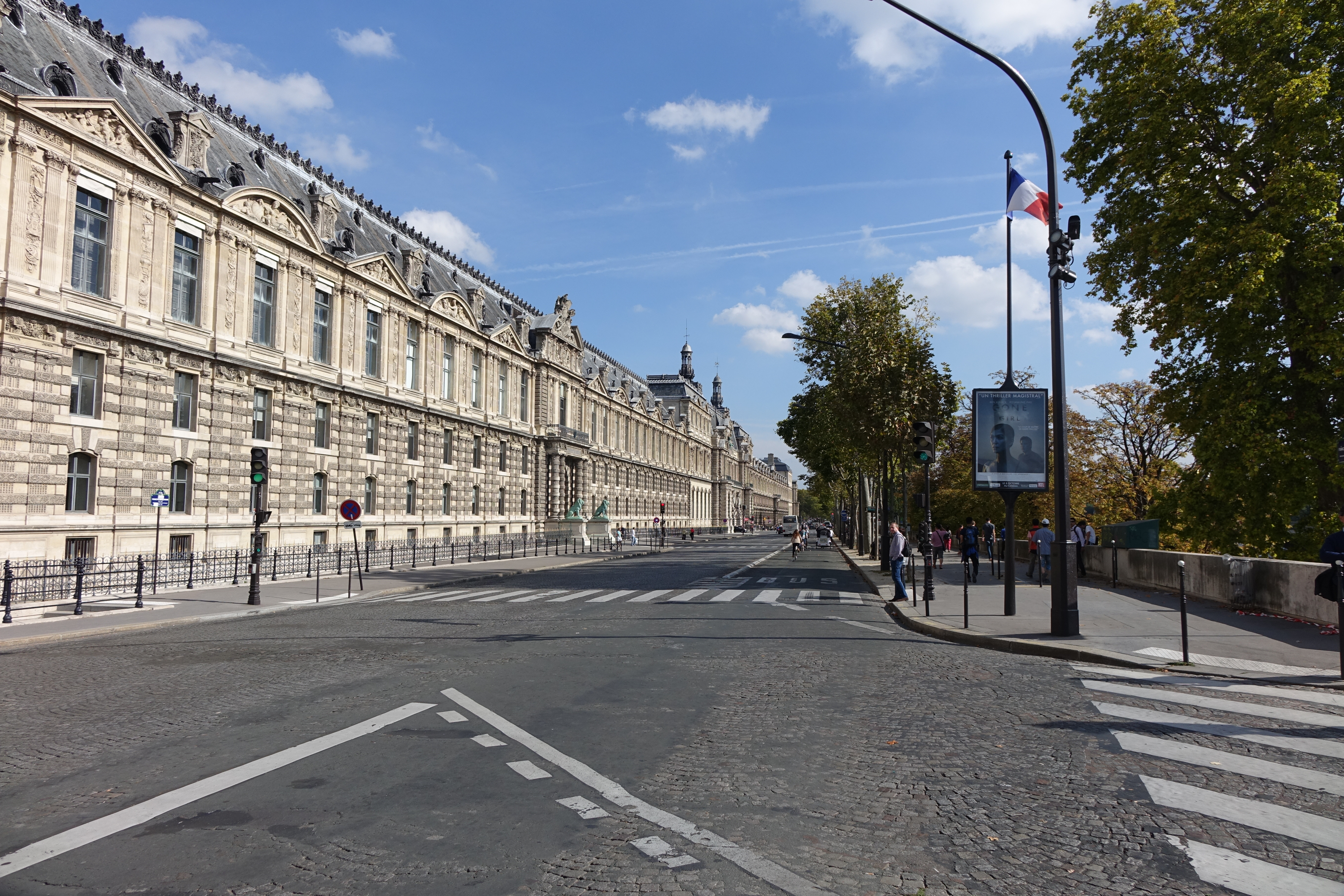
Le quai François-Mitterrand en 2014.
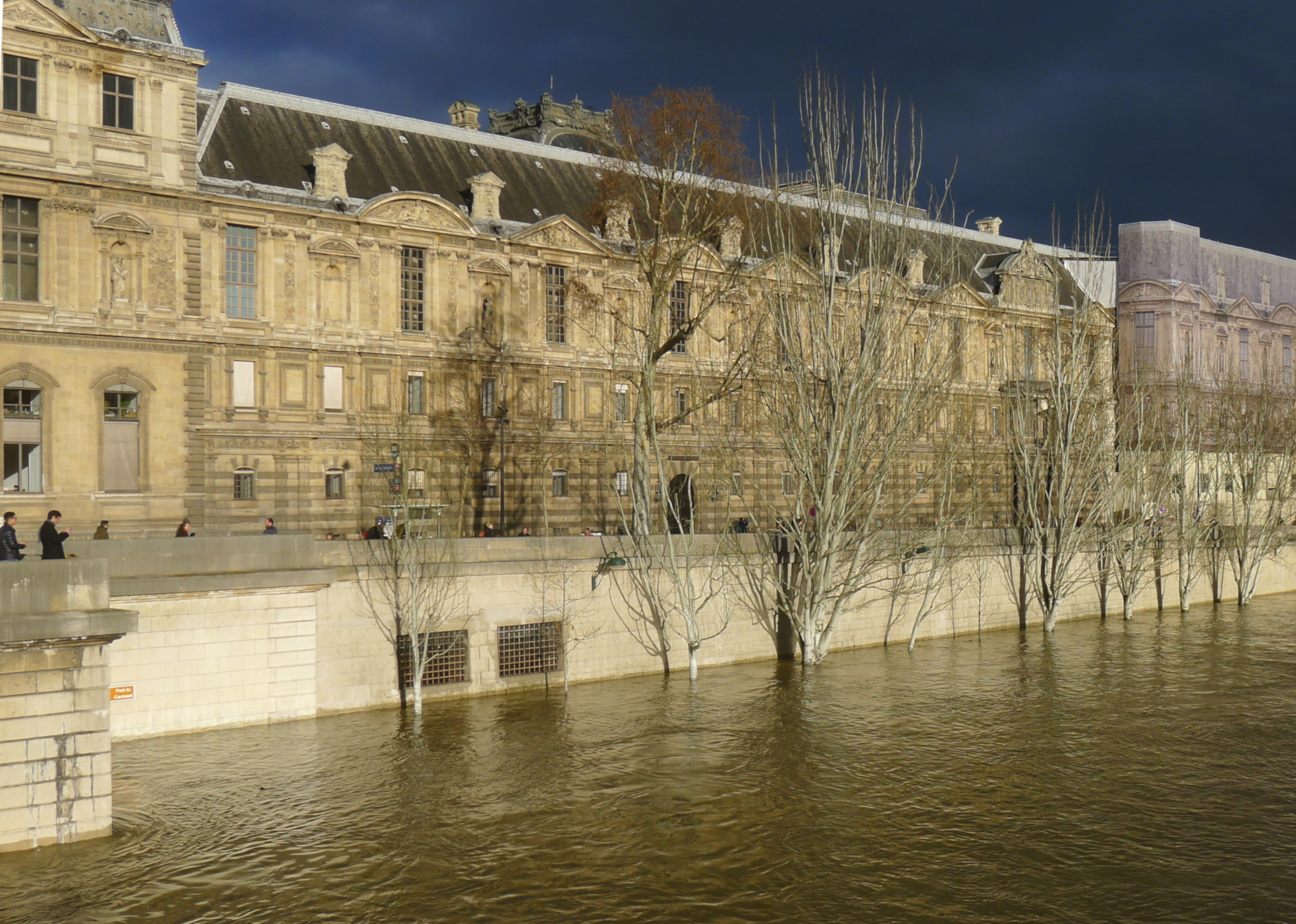
Le quai François-Mitterrand surplombe le port du Louvre et la Seine (crue de janvier 2018).

## Origine du nom
Ce quai a été nommé en l'honneur de François Mitterrand (1916-1996), président de la République française de 1981 à 1995.

## Historique
Il a été créé par arrêté municipal du 8 juillet 2003, par la réunion d'une partie du quai des Tuileries et d'une partie du quai du Louvre.

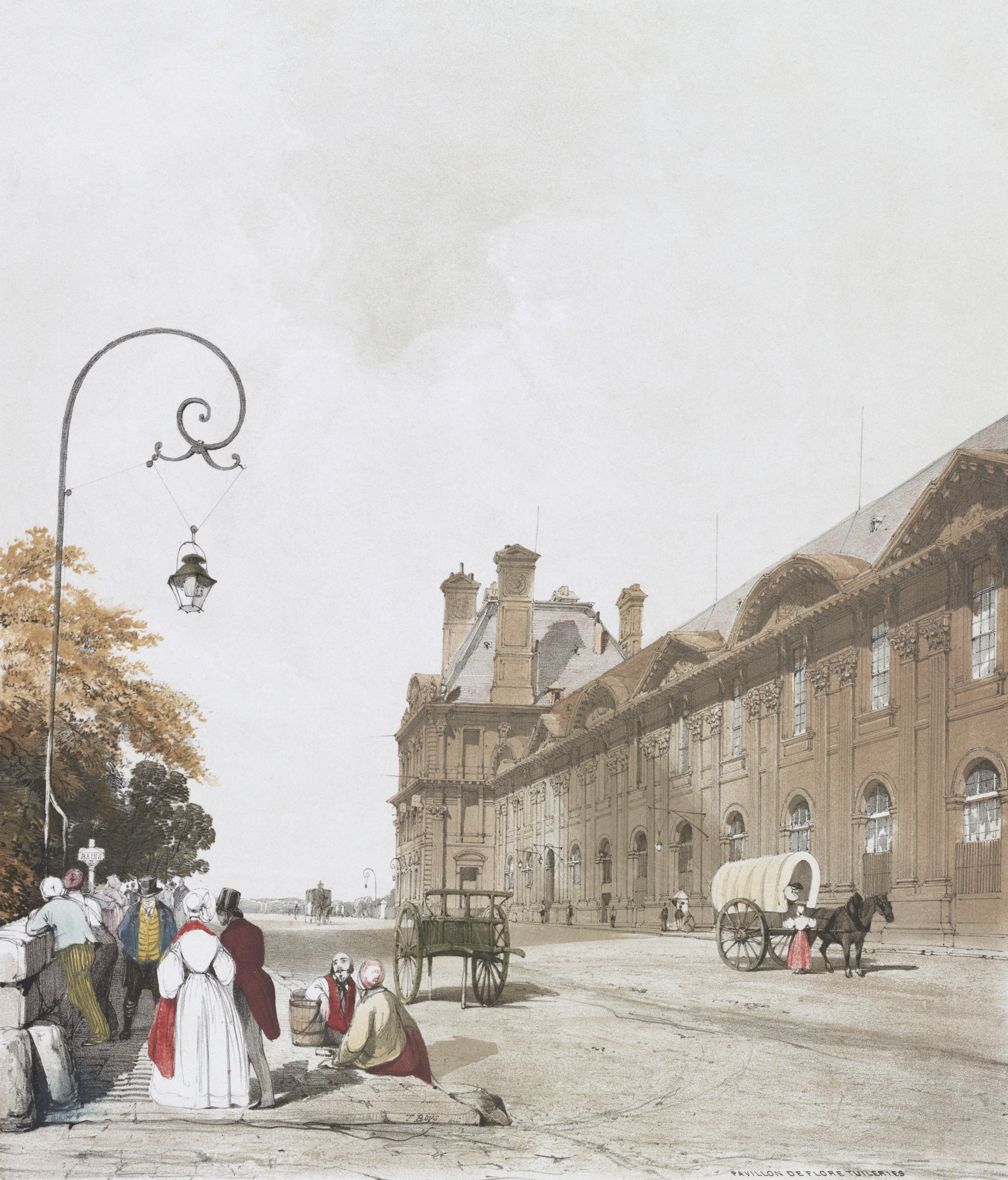
Vers 1839.
Vers 1855 (photographie d'Edouard Baldus).
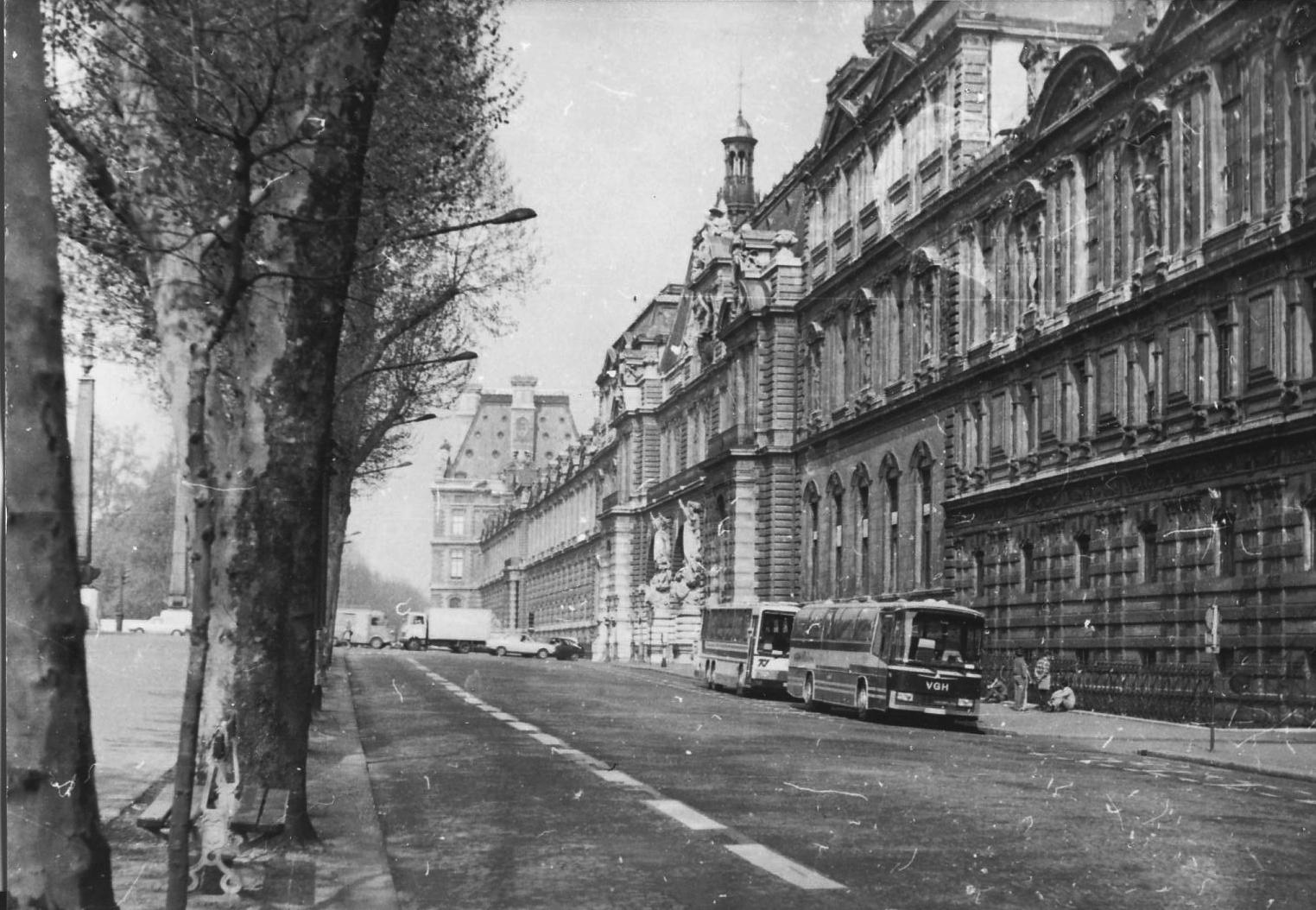
Le quai (qui s'appelait alors encore « quai des Tuileries ») en 1981.

## Dans la culture
Il apparaît dans une scène vers la fin du film Un monde sans pitié (1989, dans une partie du quai alors encore dénommée quai du Louvre), où Hyppo au volant de sa Peugeot 404 se fait arrêter de nuit par la police et est embarqué pour un contrôle, son véhicule étant déclaré volé.

## Pour approfondir